# 涟湖
涟湖是一个位于中国青海省治多县的湖泊，面积约为60平方千米。